# Мапотенг
Мапотенг (англ. Mapoteng) — одна з місцевих громад, що розташована в районі Береа, Лесото. Населення місцевої громади у 2006 році становило 23 926 осіб.

## Охорона здоров'я
Лікарня «Мадувуті Авентіс» (Maluti Adventis), була заснована у 1951 році, місткістю на 160 ліжок.